# Mercedes-Benz M30
Il Mercedes-Benz M30 (o Daimler-Benz M30 è un motore a scoppio prodotto dal 1935 al 1936 dalla Casa tedesca Daimler-Benz per il suo marchio automobilistico Mercedes-Benz.

## Profilo e caratteristiche

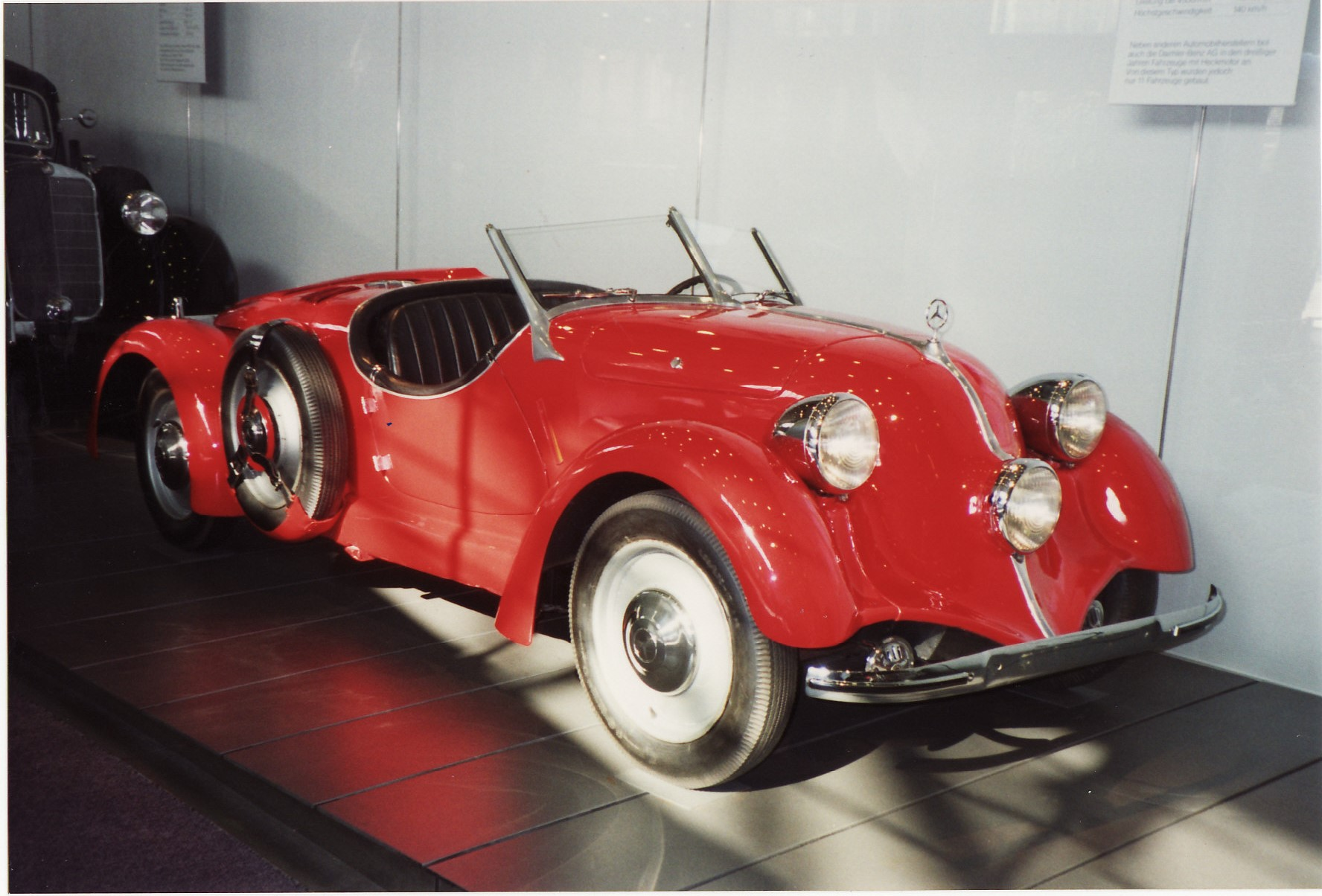
Una 150H, unica applicazione del motore M30 nella produzione di serie

Questo motore ha esordito nel 1934 su una vettura da gara equipaggiata da una versione rialesata del motore M23, portato da 1.3 ad 1.5 litri e dotata di distribuzione a valvole in testa. L'anno successivo questo motore è stato montato anche su una Mercedes-Benz di serie, la 150H, che però fu tolta ben presto di produzione per gli scarsi consensi ottenuti.

Questo motore aveva le seguenti caratteristiche:
- architettura a 4 cilindri in linea;
- basamento e testata in ghisa;
- monoblocco di tipo sottoquadro;
- alesaggio e corsa: 72x92 mm;
- cilindrata: 1498 cm³;
- distribuzione a valvole in testa con asse a camme laterale, aste e bilancieri;
- rapporto di compressione: 7.1:1;
- alimentazione a carburatore;
- potenza massima: 55 CV a 4600 giri/min;
- albero a gomiti su 3 supporti di banco.

Per essere più precisi, questo motore è stato montato anche in posizione anteriore sulla Mercedes-Benz 150V, un modello prodotto contemporaneamente alla 150H unicamente in alcuni esemplari di pre-serie, ma che non arrivò mai alla commercializzazione ufficiale e definitiva.